# Июльская медаль
Июльская медаль (фр. Médaille de Juillet) — почётный знак отличия, вручавшийся участникам Июльской революции во Франции 1830 года.

## История
После Июльской революции и прихода к власти короля Луи-Филиппа встал вопрос о вознаграждении участников революционных событий. В законе от 30 августа 1830 года «О вознаграждении и пенсиях раненым, вдовам и детям погибших в дни 26, 27, 28 и 29 июля» объявлялось о учреждении медали в память об этих событиях. В законе от 13 декабря 1830 года «О национальных вознаграждениях» медаль подтверждалась и объявлялось, что кандидатуры, достойные награждения медалью, будут рассматриваться специальной комиссией.
Наконец, королевским указом от 13 мая 1831 года было утверждено описание медали. Другим указом, данным в тот же день, предписывалось первые вручения медали произвести в торжественной обстановке 15 мая 1831 года. Награждались ею граждане, совершившие в ходе июльских событий отличия, достойные награды, однако не достаточные для награждения Июльским крестом. От награждённых медалью, в отличие от награждённых крестом, не требовалось приносить присягу королю. Всего было вручено 3763 медали.

## Описание
Медаль серебряная в форме диска диаметром 35 мм. На лицевой стороне в окружении венка из дубовых листьев изображён галльский петух, сидящий на склонённом знамени. По внешнему кругу надпись «A SES DÉFENSEURS LA PATRIE RECONNAISSANTE». На оборотной стороне три, наложенные друг на друга в виде треугольника, лавровых венка, внутри каждого по дате: «27», «28», «29». По внешнему кругу надписи «PATRIE», «LIBERTÉ» и «JUILLET 1830» (последняя — в 2 строки).
На гурте медали выгравирована надпись «DONNÉ PAR LE ROI DES FRANÇAIS»
В верхней части медали имеется ушко, через которое пропущено кольцо для ленты.
Лента медали из трёх полос одинаковой ширины национальных цветов: синей, белой, красной.